# Jökulsárgljúfur

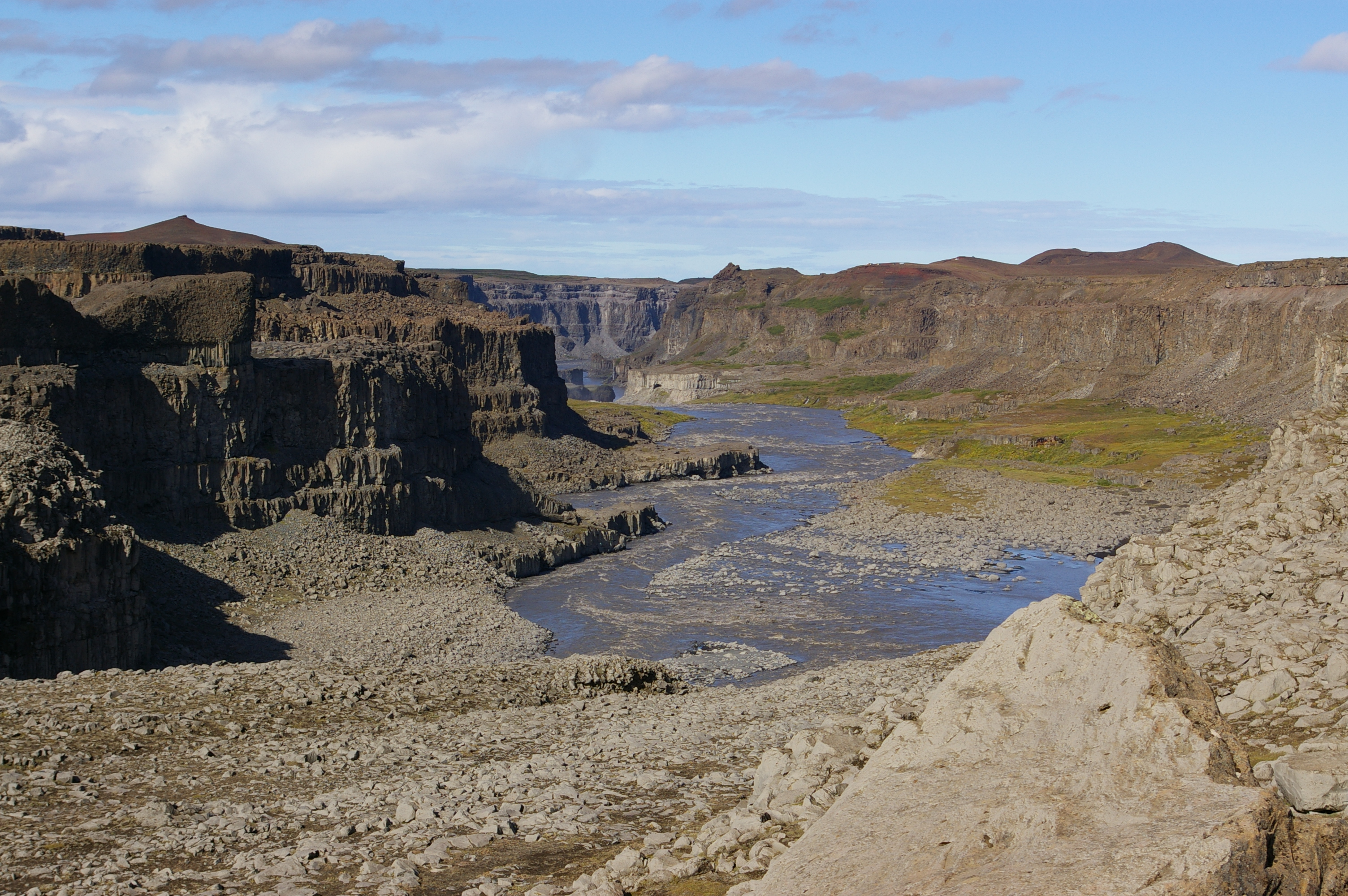
Il maestoso canyon Jökulsárgljúfur scavato dallo Jökulsá á Fjöllum

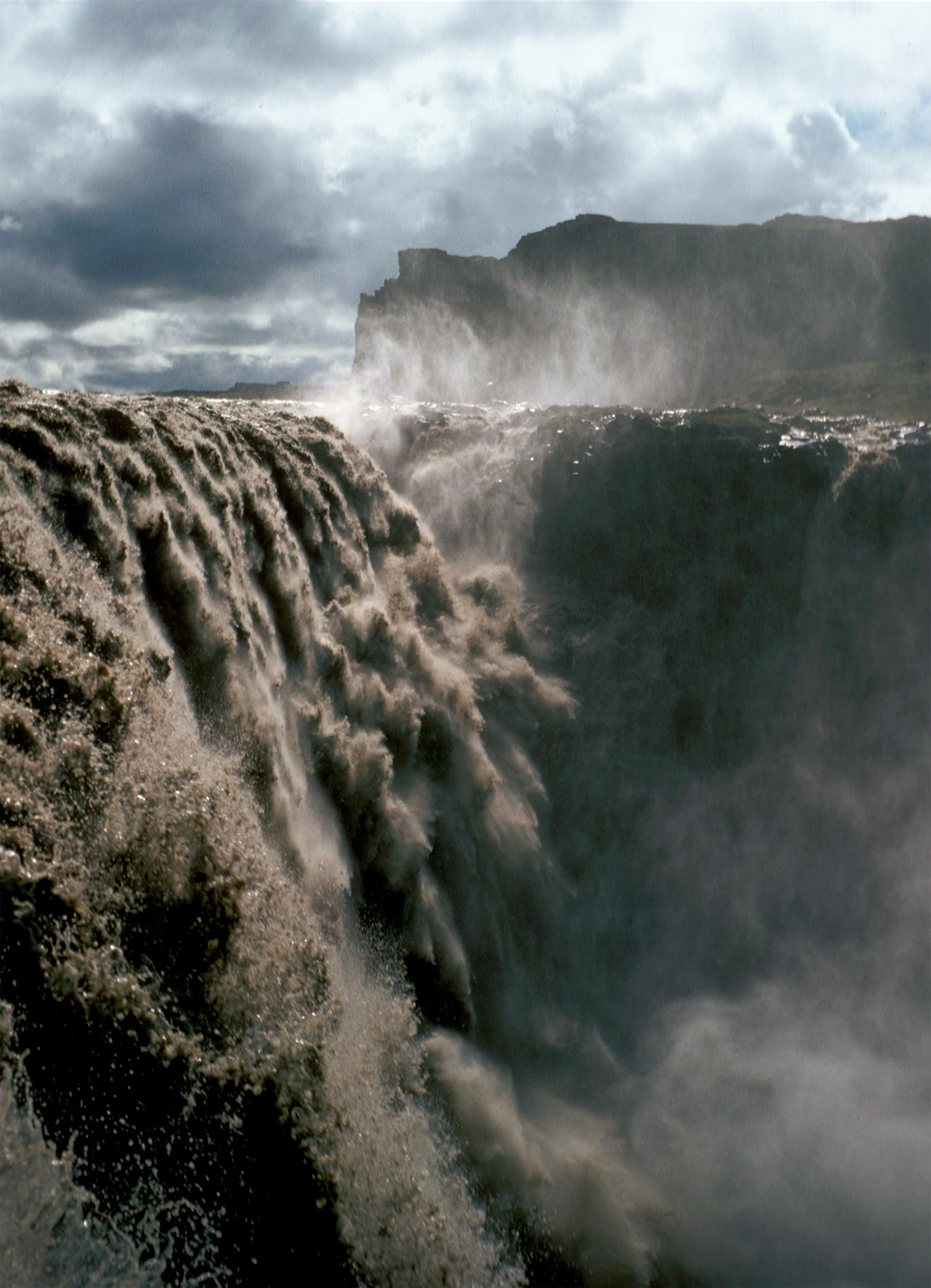
La grandiosa Dettifoss si getta nel canyon Jökulsárgljúfur

Lo Jökulsárgljúfur è il grandioso canyon situato nel nord dell'Islanda, formato dal fiume glaciale Jökulsá á Fjöllum, le cui acque gelide e grigie di sedimenti, ma anche blu-verdi, in alcuni specchi trasparenti, provengono direttamente dal Vatnajökull, per poi riversarsi in mare a nord in corrispondenza della baia di Öxarfjörður. Nel suo corso ha creato uno dei canyon più grandi del paese (il Jökulsárgljúfur), la cascata più grande per estensione del fronte d'acqua d'Europa (Dettifoss) ed una miriade di grotte e formazioni laviche particolarissime e ampie valli ricche di vegetazione.
L'area appartiene alle placche di palatonite nord islandesi ed è il risultato di ampie attività vulcaniche antiche e recenti, glaciazioni e violentissime eruzioni ed alluvioni che con il passare del tempo hanno lasciato sul territorio tracce uniche di conformazione del territorio.
La straordinaria conformazione della gola, in cui si possono ritrovare regolarissime colonne di basalto, cascate, grotte, tracce di antichissimi crateri, picchi, è un altro dei luoghi unici d'Islanda, paragonabile a pochi luoghi sulla Terra per la sua eccezionale bellezza, uno di questi è certamente il Gran Canyon in Arizona.
Lo Jökulsárgljúfur è oggi un parco nazionale. Venne fondato nel 1973, copre 150 km² e 35 km di percorso del fiume Jökulsá á Fjöllum. La parte più settentrionale, Ásbyrgi, venne unita nel 1978. Nel 2008 entrò a far parte dell'immenso parco nazionale del Vatnajökull, che ricopre più di 12.000 km² di territorio.
Il Centro visitatori si trova ad Ásbyrgi.
Nei secoli passati l'area di Ás è stata una delle zone maggiormente popolate dell'intera isola. Questo grazie al particolare microclima che regna nella regione e per i suoi ampi campi da pascolo. Nel XVIII secolo l'intera area venne completamente devastata dall'alluvione dello Jökulsá á Fjöllum che distrusse gran parte dei centri abitati e rese sterili gli ampi pascoli decretando la fine della prosperità dell'intera area.
Salvo alcune eccezioni, quali la presenza del poeta Einar Benediktsson (1864-1940) che abitò presso la fattoria di Ás nel periodo più fecondo della sua poesia, l'intera zona, compresa l'area di Ásbyrgi è rimasta completamente disabitata.
Le principali meraviglie naturali che si trovano lungo lo Jökulsárgljúfur sono:
- Selfoss
- Dettifoss
- Hafragilsfoss
- Rauðhólar
- Holmatungur
- Hljóðaklettar
- Ásbyrgi

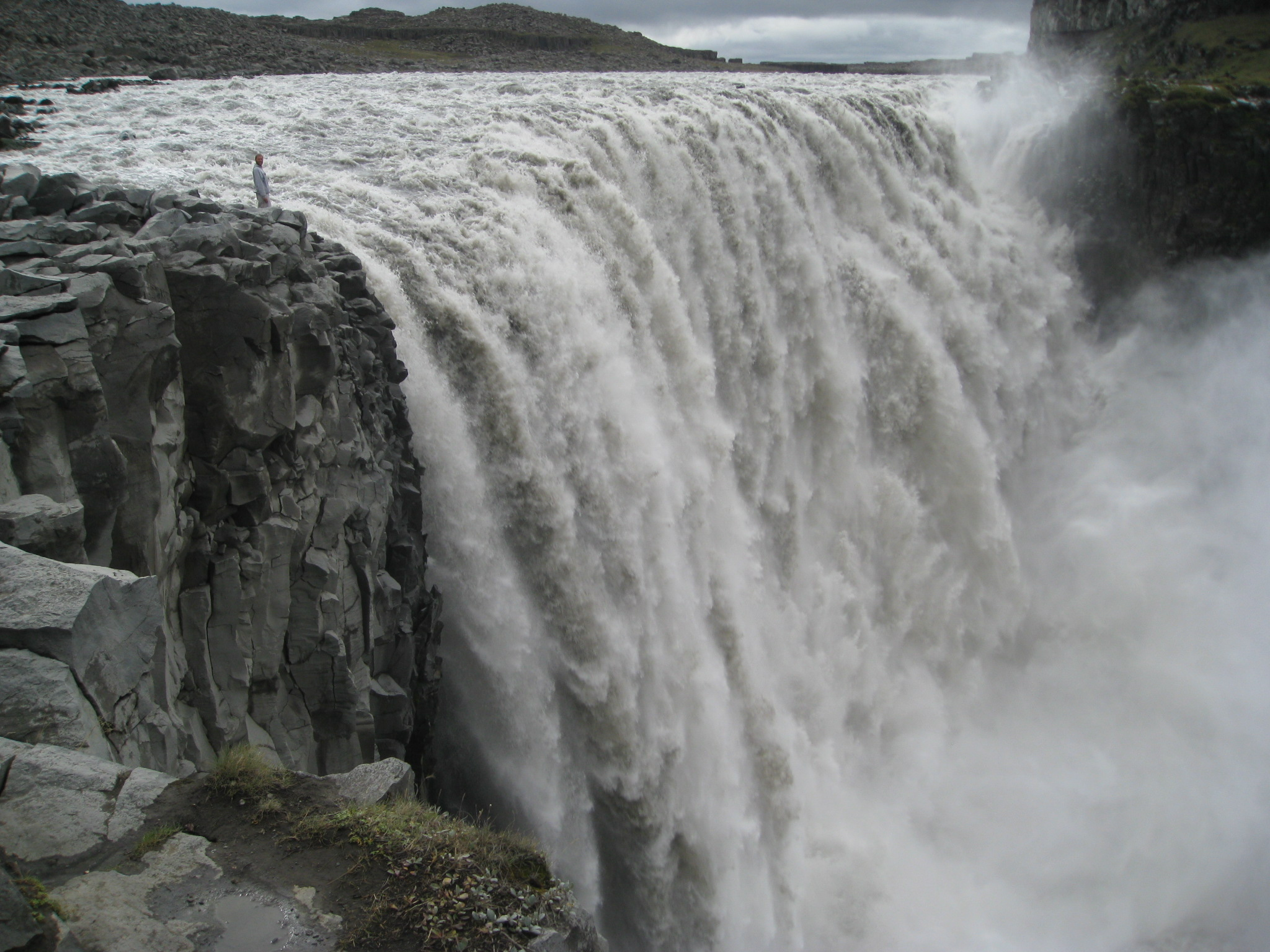
L'impressionante cascata di Dettifoss
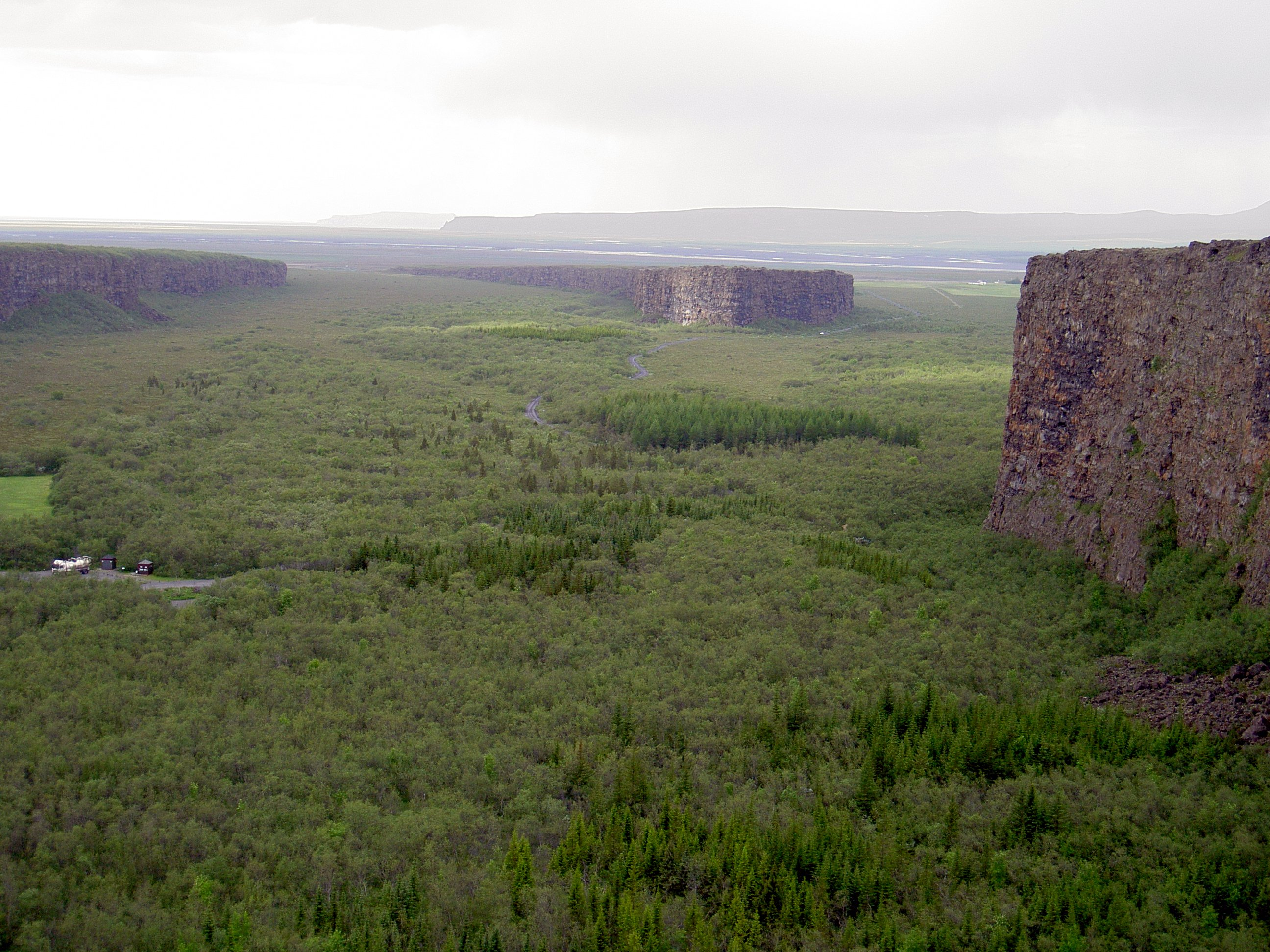
Il canyon di Ásbyrgi
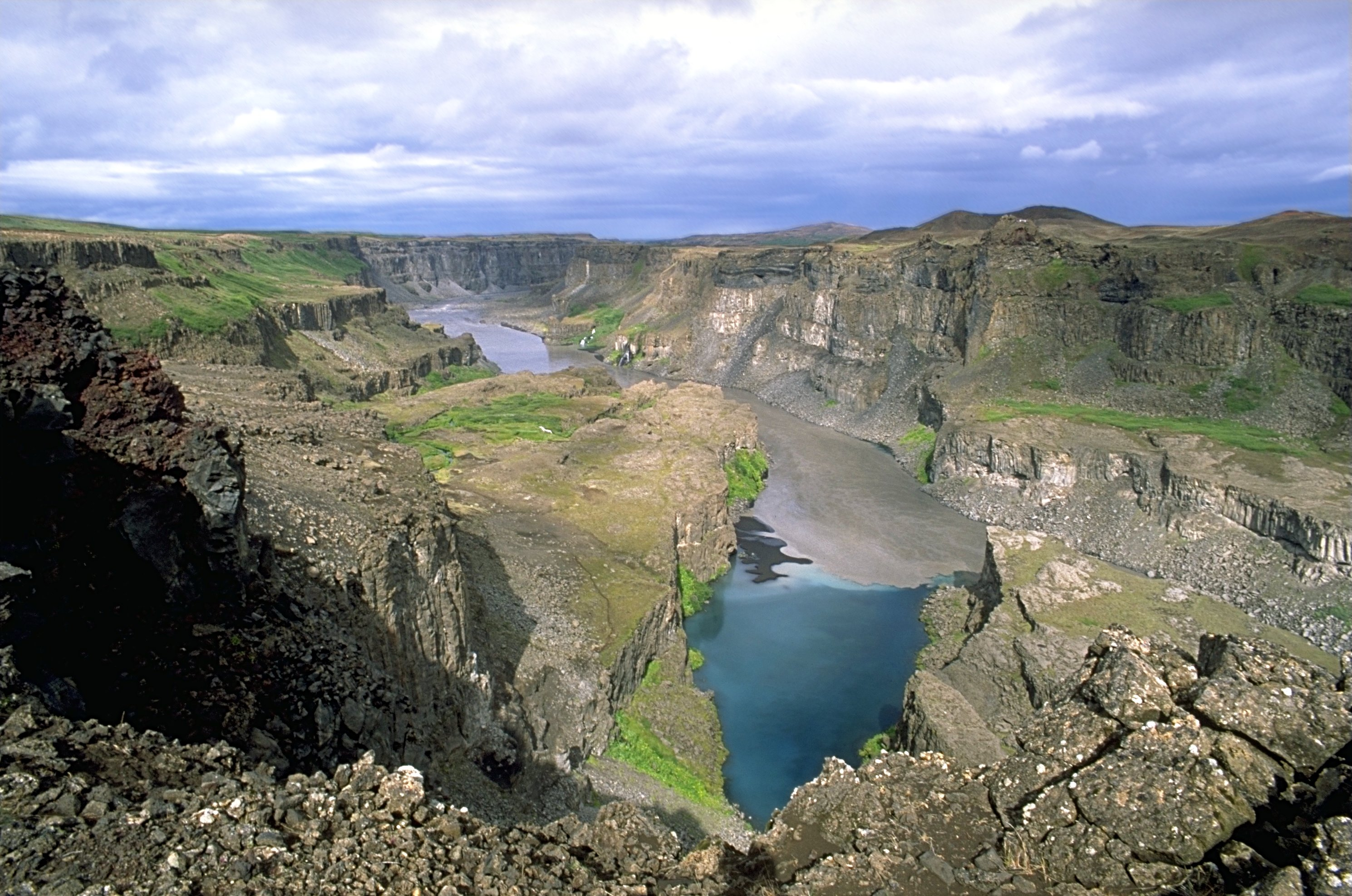
Veduta sul canyon Jökulsárgljúfur
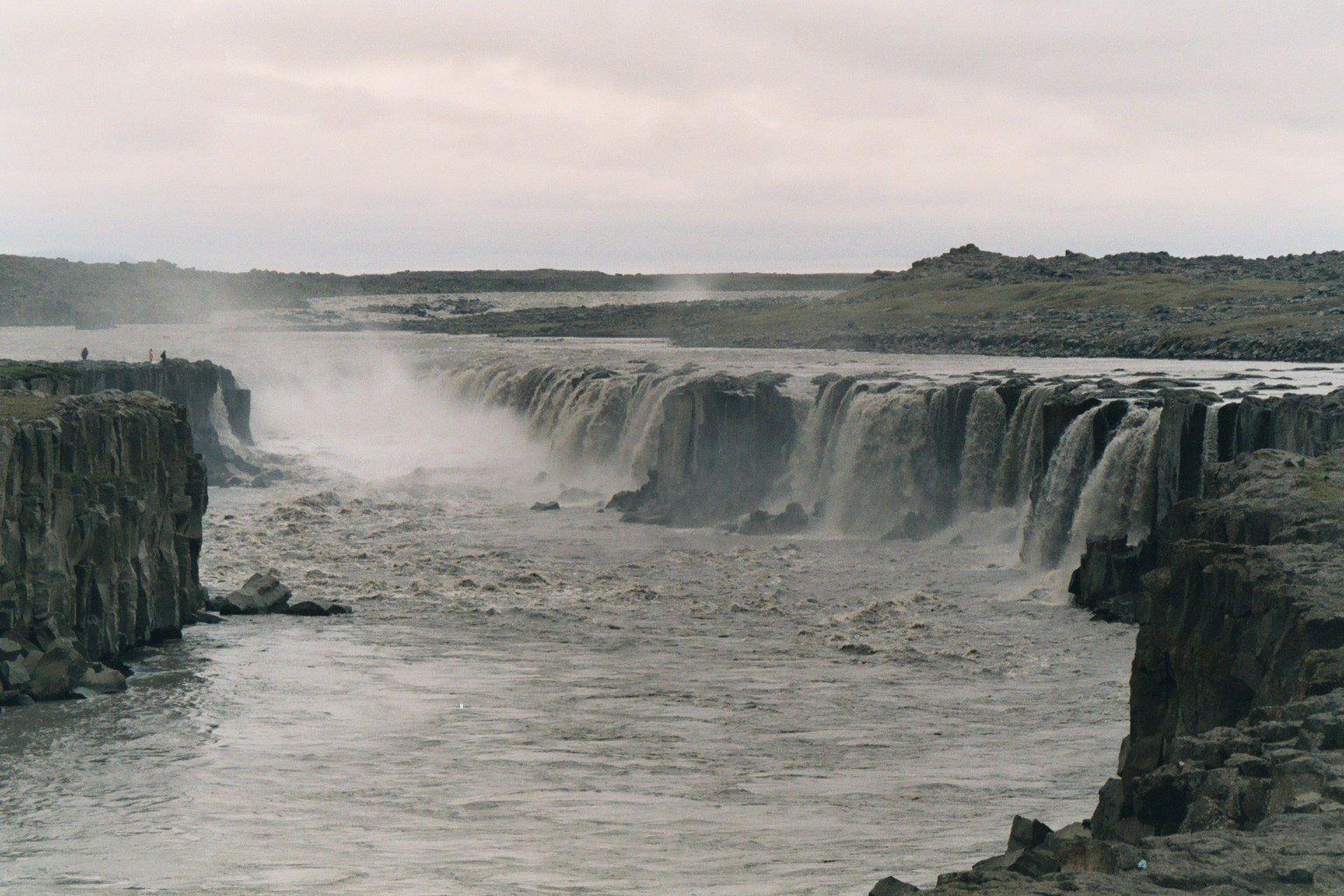
La cascata di Selfoss
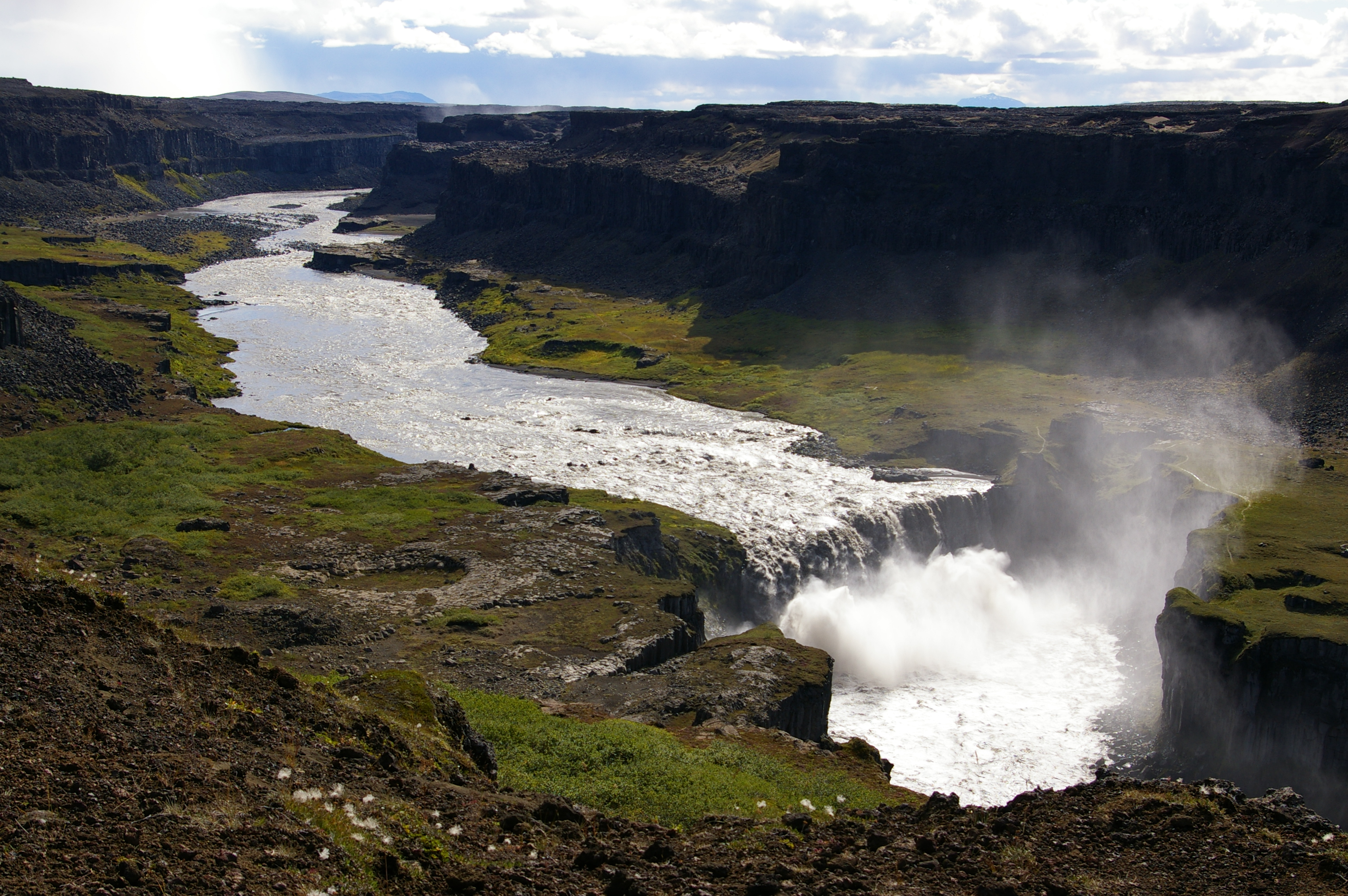
La cascata di Hafragilsfoss
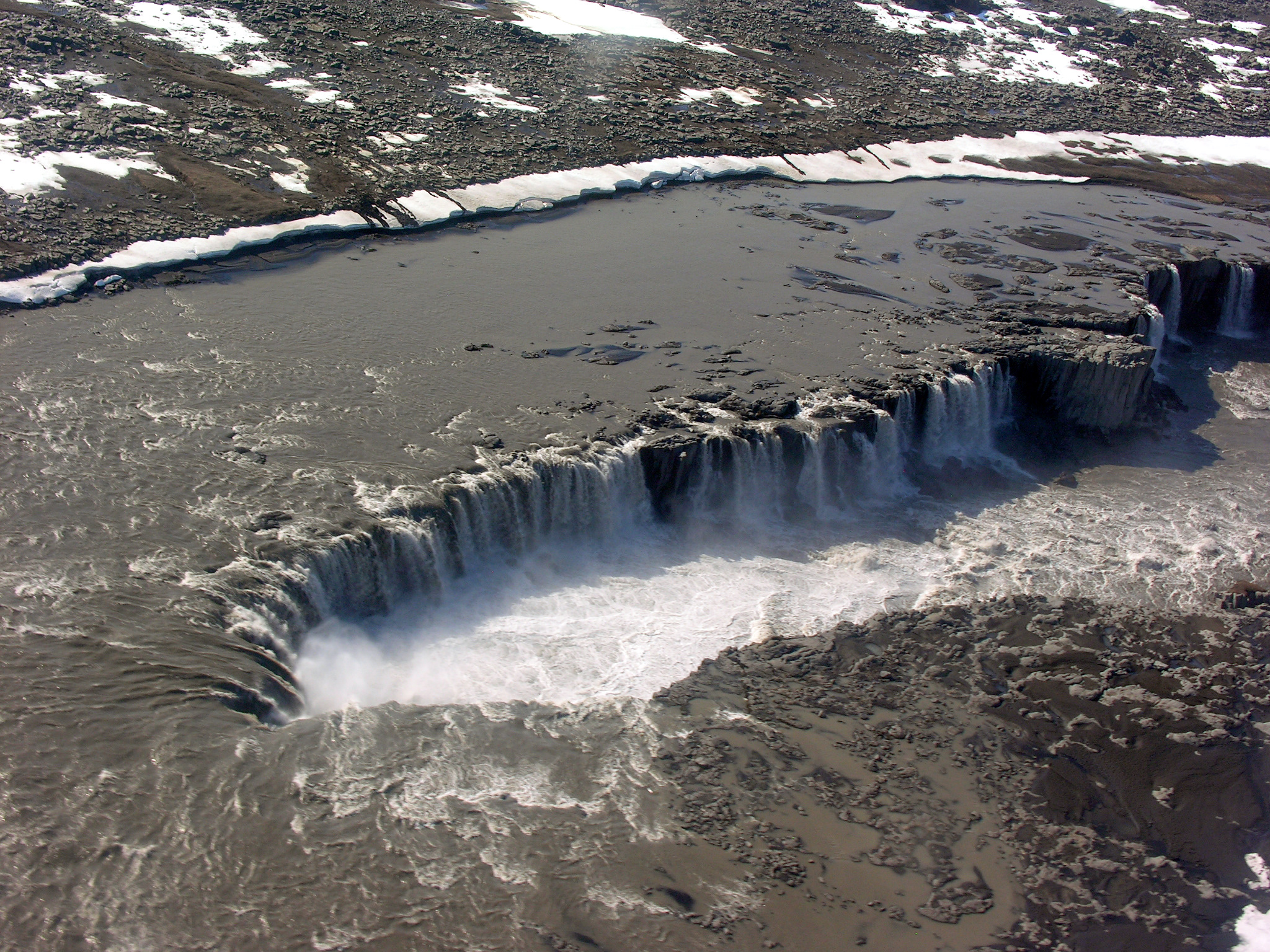
Veduta aerea del ferro di cavallo di Selfoss
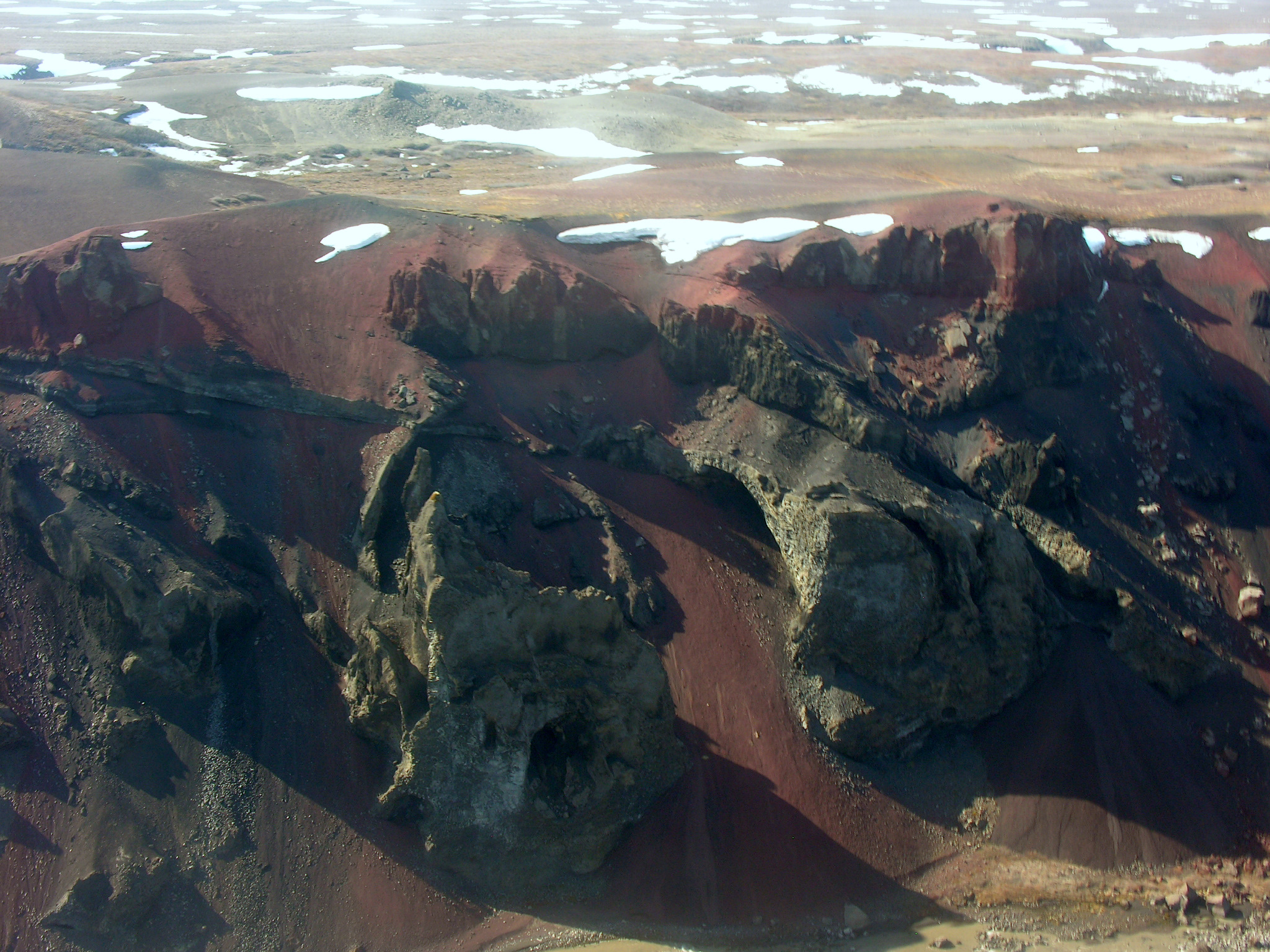
Veduta aerea delle pareti del canyon Jökulsárgljúfur